# Tulum (ciutat)

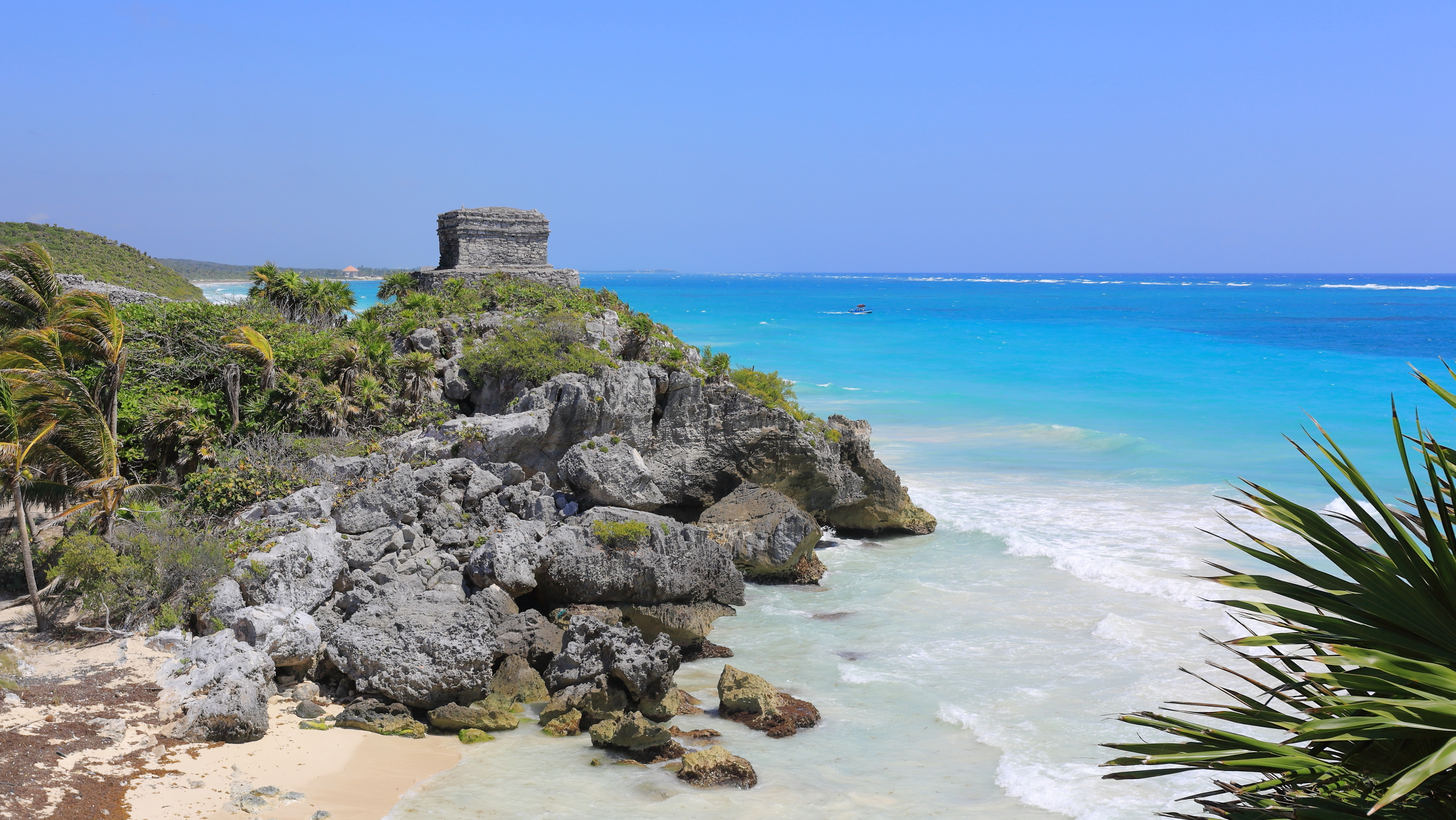
Ruïnes de Tulum

Tulum (coneguda també com a Tulum Pueblo per diferenciar-la de la zona arqueològica) és una ciutat de l'estat mexicà de Quintana Roo. Es troba a la costa caribenya, prop del lloc de les ruïnes arqueològiques de Tulum. És des del 13 de març de 2008 capçalera del municipi homònim i està situada a l'extrem sud de l'anomenada Riviera Maya, una de les principals destinacions turístiques internacionals.
El municipi té una població censada de 46.721 habitants (2020).